# Luís de Bourbon, conde de Vendôme
Luís de Bourbon-La Marche, conde de Vendôme e de Chartres, (1376 - 21 de Dezembro de 1446), filho mais moço de João I de Bourbon, conde de La Marche, e de Catarina de Vendôme.
Foi um aliado do Carlos, Duque de Orleães, e obteve altos cargos na Côrte, tornando-se Grande Camareiro da França em 1408 e Grande Mestre da França em 1413. Como parte da facção dos armagnacs, teve atrito com os borguinhões, sendo capturado por eles duas vezes, em 1407 e em 1412. Em 1414, casou-se com Branca (morta em 1421), filha de Hugo II  conde de Roucy. Foi novamente capturado no ano seguinte pelos ingleses na Batalha de Azincourt, permanecendo preso por um tempo.
Em 1425, Carlos VII da França o tornou conde de Chartres. Leal ao Rei, ele subsequentemente aliou-se a Joana d'Arc e a muitos outros nobres franceses na defesa de Orleães em 1429 e no comando do cerco a Jargeau, além de comparecer na coroação de Carlos VII em Reims. Posteriormente, este presente no Tratado de Arras (1435).

## Descendência
Em 1424, casou-se com Renata Joana (morta em 1468), filha de Guy XII, conde de Laval. Tiveram três filhos:
- Catarina de Bourbon;
- Gabriela de Bourbon;
- João II de Bourbon, conde de Vendôme.[1][3]

Teve também um filho ilegítimo com a inglesa Sybil Boston, durante seu confinamento:
- João (ca. 1420–1496), bastardo de Vendôme, senhor de Preaux.[3]